# زيكر
شركة زيكر للتكنولوجيا الذكية القابضة المحدودة (بالإنجليزية: Zeekr Intelligent Technology Holding Limited)‏، تعمل باسم زيكر (بالإنجليزية: Zeekr)‏ (بالصينية: 极氪; البينيين: Jí kè; بالترجمة الحرفية 'extreme krypton (الكريبتون المتطرف)') هي علامة تجارية صينية للسيارات الكهربائية تملكها جيلي للسيارات القابضة. تأسست عام 2021 وهي متخصصة في السيارات الكهربائية. تم تصميم منتجات زيكر على منصة هندسة التجربة المستدامة (SEA) التي تركز على المركبات الكهربائية.
يتكون اسم العلامة التجارية من الحرف "زد" من "الجيل زد" والمصطلح غيك.

## التاريخ

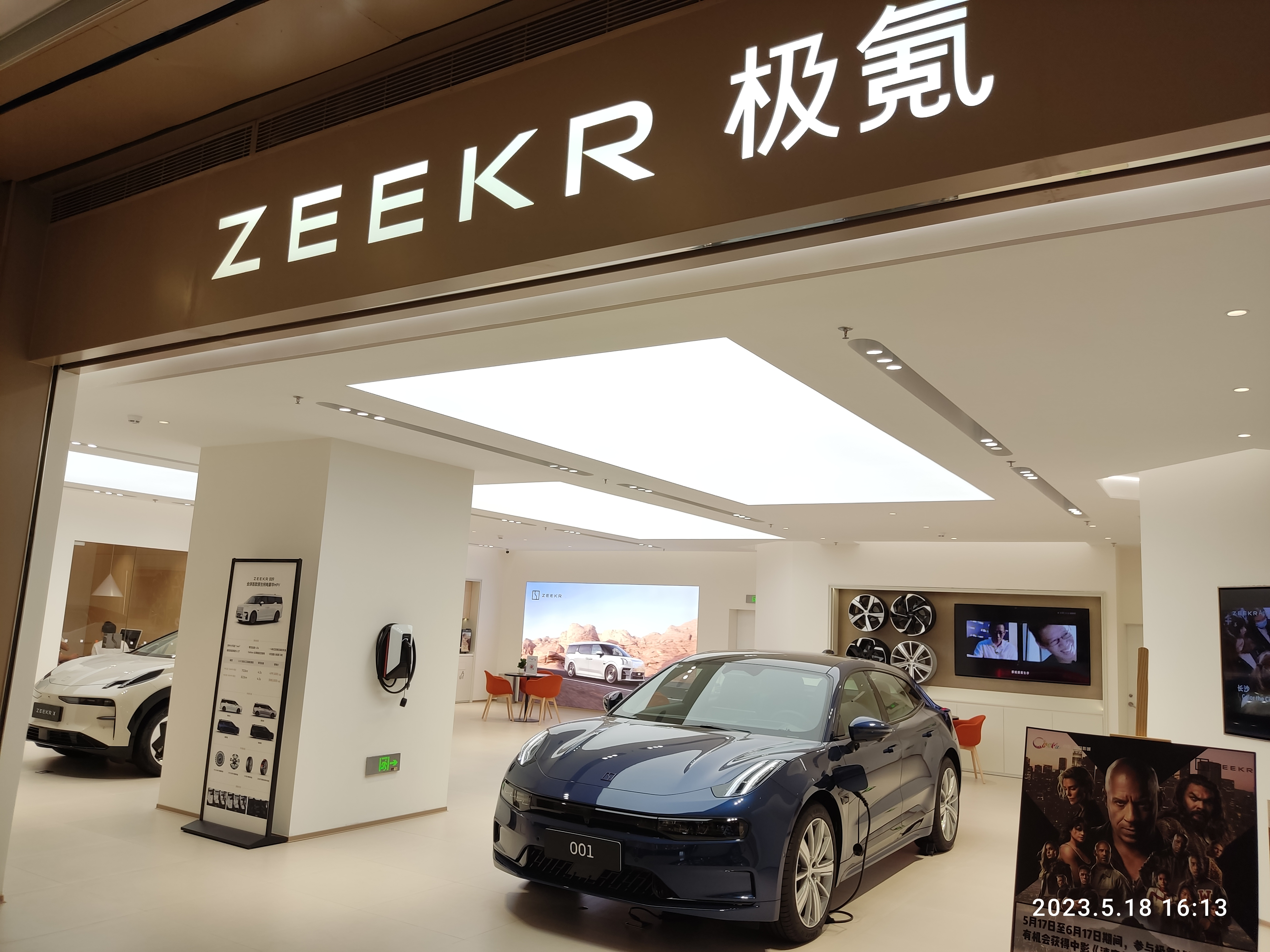
صالة عرض زيكر في شنجن، غوانغدونغ

تأسست شركة زيكر في مارس 2021 كعلامة تجارية متميزة للتنقل الكهربائي للمركبات التي تعمل بالبطاريات من قبل مجموعة جيلي للتنافس مع نيو وتسلا، من بين آخرين. تم إطلاق نموذجها الأول زيكر 001 رسميًا في أبريل 2021. ومن المقرر أن تعتمد نماذج زيكر على منصة SEA المقدمة في خريف 2020. بدأت زيكر بتسليم طراز 001 في أكتوبر 2021، وهي مركبة كان من المقرر في الأصل إطلاقها من قبل العلامة التجارية الشقيقة لينك آند كو في عام 2022، قامت شركة زيكر بتسليم 71,941 زيكر 001 للعملاء في أكثر من 330 مدينة في الصين. تغطي شركة زيكر باور التابعة لها أكثر من 110 مدينة بأكثر من 660 محطة.
قام زيكر بتطوير سيارة أجرة آلية ذاتية القيادة من وايمو.
في ديسمبر 2021، أعلنت جيلي أن شركة زيكر ستتعاون مع وايمو لتطوير وتوفير سيارة كهربائية بالكامل ومستقلة لخدمة التنقل وايمو وان في الولايات المتحدة. وتم الكشف عن السيارة المدمجة بتقنية وايمو في لوس أنجلوس في نوفمبر 2022.
في يناير 2022، تم الإعلان عن تعاون بين زيكر و موبيلأي لتوسيع شراكتهما التقنية الاستراتيجية بهدف تقديم أول مركبات ذاتية القيادة للمستهلكين في العالم بقدرات إل 4 بحلول عام 2024.
في أغسطس 2022، أعلنت زيكر عن تعاونها مع كاتل، مما يجعلها العلامة التجارية الأولى التي تستخدم بطاريات كيلين طويلة المدى من كاتل للإنتاج الضخم عالميًا. سيكون زيكر 001 هو النموذج الأول الذي يستخدم البطاريات الجديدة، مما يمكنها من الحصول على نطاق كهربائي نقي يتجاوز 1,000 كيلومتر (620 ميل).
جمعت زيكر 500 مليون دولار في أول عملية جمع تبرعات خارجية لها من خمسة مستثمرين بما في ذلك إنتل كابيتال و كاتل وبيليبيلي في أغسطس 2021. وفي 13 فبراير 2023، بلغت قيمة شركة زيكر 13 مليار دولار بعد أن جمعت 750 مليون دولار من خمسة مستثمرين.

## توافر السوق

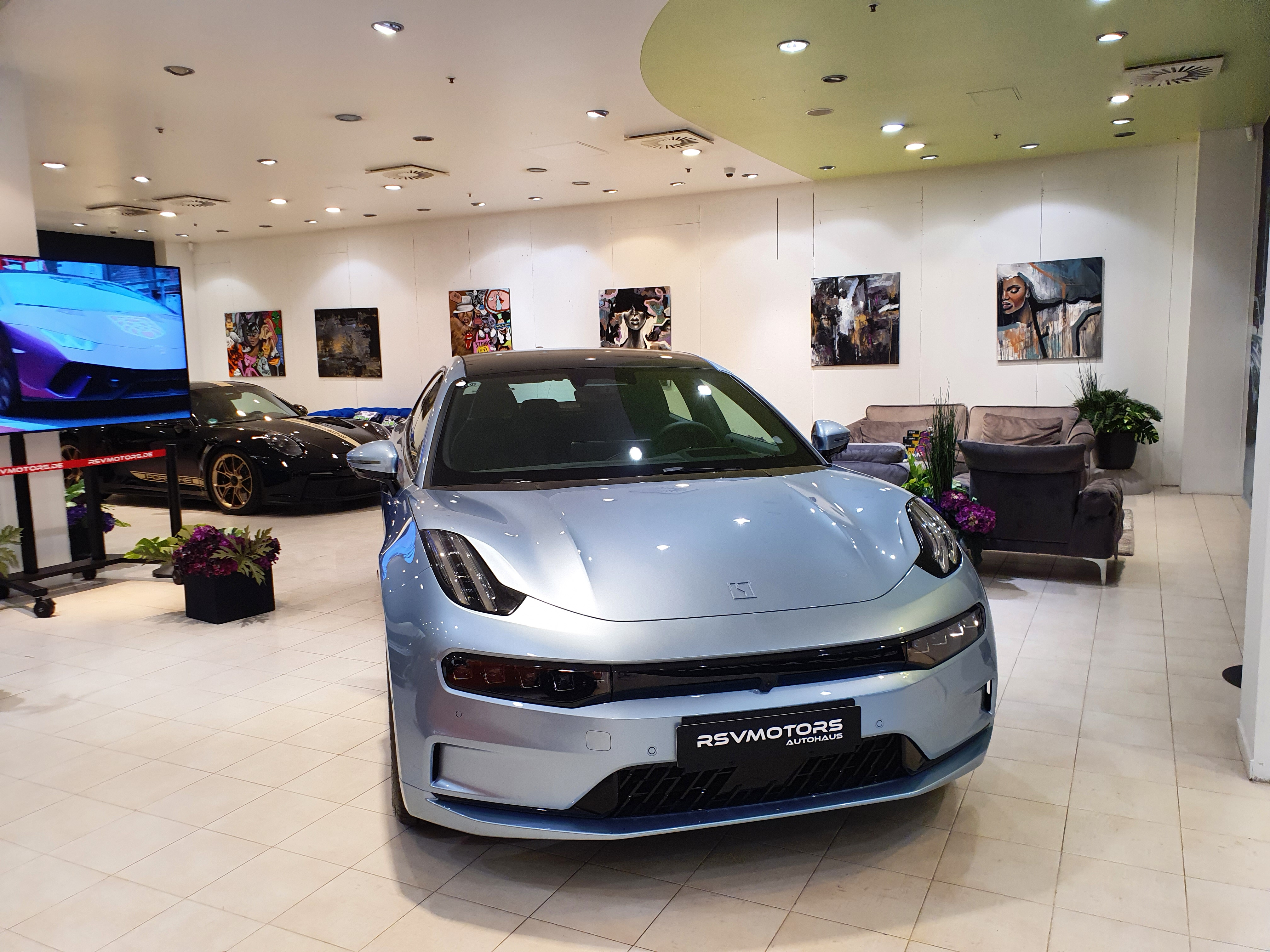
صالة عرض زيكر في فيلنيوس، ليتوانيا

تم إطلاق زيكر لأول مرة في الصين وبدأ في التوسع في أوروبا. تم افتتاح أول صالة عرض أوروبية لها في ستوكهولم بالسويد في عام 2023. وكانت السويد، إلى جانب هولندا، أول الأسواق الأوروبية التي دخلتها شركة زيكر في عام 2023. وفي عام 2024، تخطط العلامة التجارية للتوسع في الدنمارك وألمانيا وفرنسا والنرويج وإسرائيل وأستراليا.

## المنشأة
في عام 2023، كان لدى زيكر ثلاثة مرافق للبحث والتطوير في الصين - نينغبو وهانغتشو وشانغهاي بالإضافة إلى زيكر تكنولوجي أوروبا في غوتنبرغ بالسويد. ويقع مركز التصميم العالمي الخاص بها أيضًا في مدينة غوتنبرغ بالسويد. تم نقل المقر الرئيسي الأوروبي ومكتب المبيعات لشركة زيكر من غوتنبرغ إلى أمستردام بسبب التركيز العالي لمحترفي المبيعات ذوي الخبرة.
يعتبر مصنع زيكر مصنعًا "ذكيًا وسريعًا ومتصلًا". وتبلغ طاقتها الإنتاجية ما يصل إلى 300 ألف مركبة سنويًا ويمكن توسيعها بشكل أكبر.

## المنتجات

### النماذج الحالية
- زيكر 001 (2021 إلى الوقت الحاضر)، فرامل إطلاق كاملة الحجم
- زيكر 007 (2023 إلى الوقت الحاضر)، سيارة سيدان متوسطة الحجم
- زيكر 009 (2023 إلى الوقت الحاضر)، مركبة متعددة الأغراض بالحجم الكامل
- زيكر إكس (2023 إلى الوقت الحاضر)، سيارة الدفع الرباعي صغيرة الحجم
- زيكر ميكس (2024 إلى الوقت الحاضر)، سيارة متعددة الأغراض مدمجة
- زيكر (الاسم الرمزي "CM1e")، هي مركبة ذاتية القيادة تابعة لشركة وايمو.[8]
- زيكر، الاسم الرمزي "CX1E" (قيد التطوير اعتبارًا من عام 2023)، سيارة دفع رباعي مدمجة ومنافس مباشر لـ تسلا موديل واي[26][27]

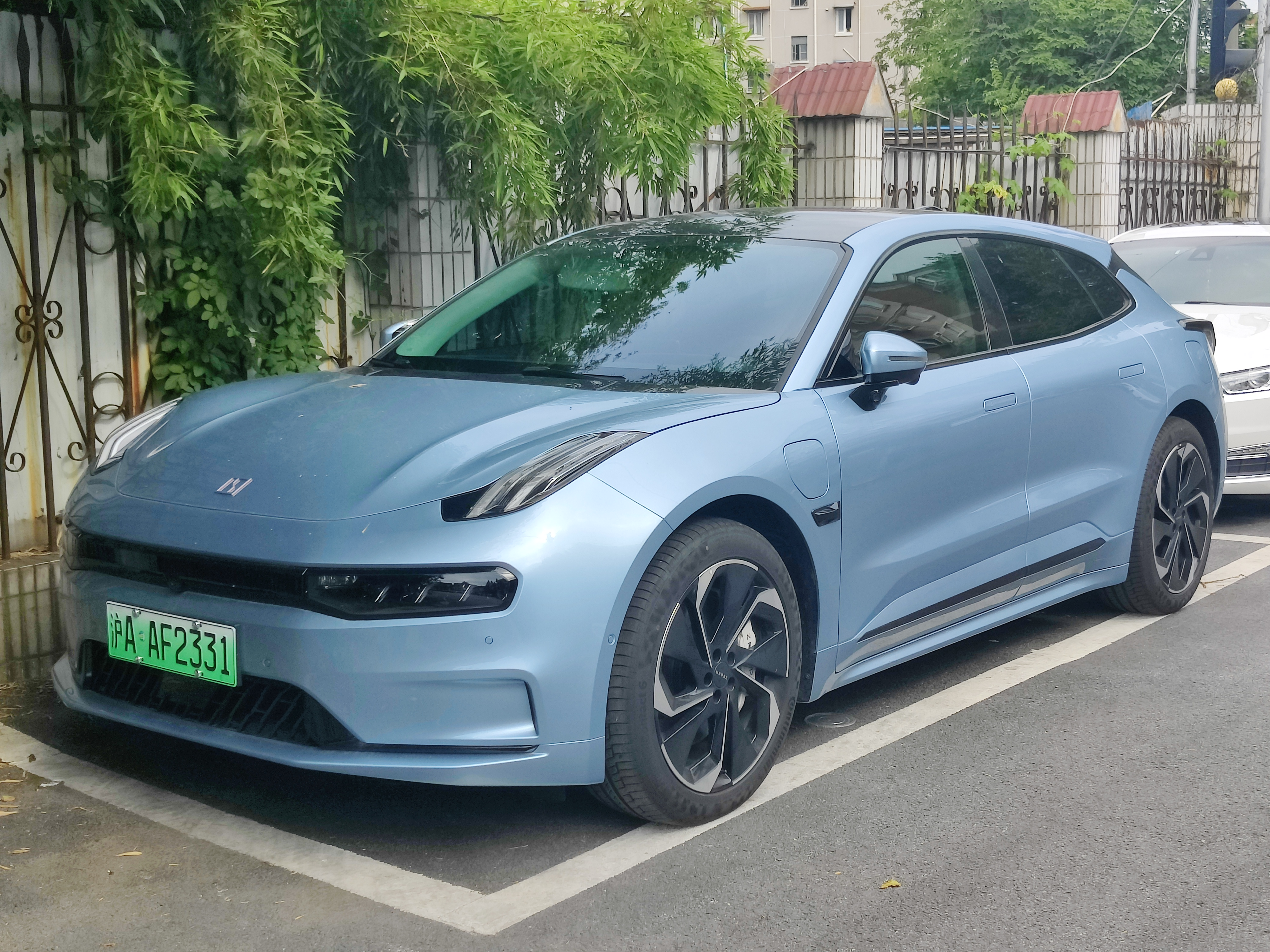
زيكر 001
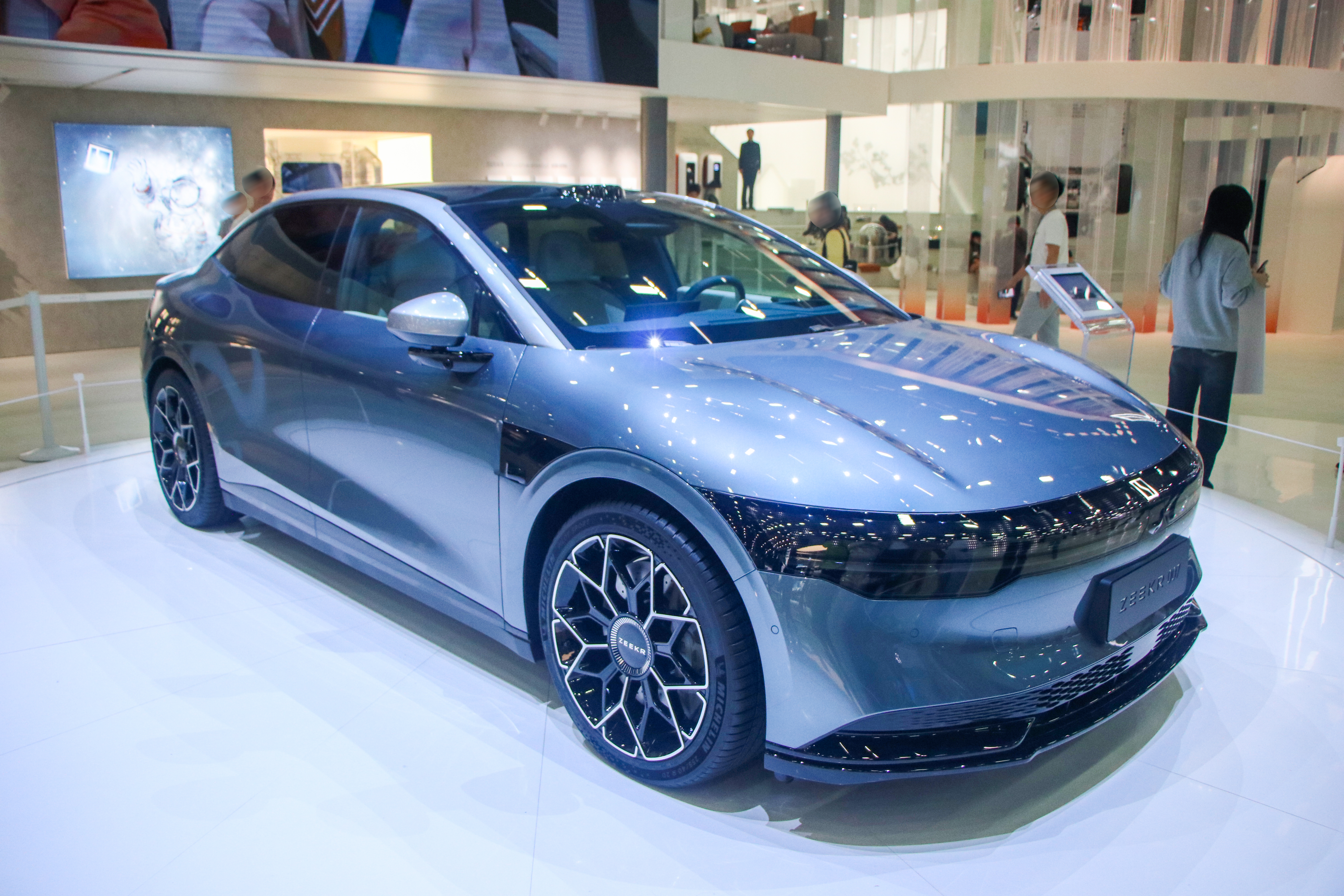
زيكر 007
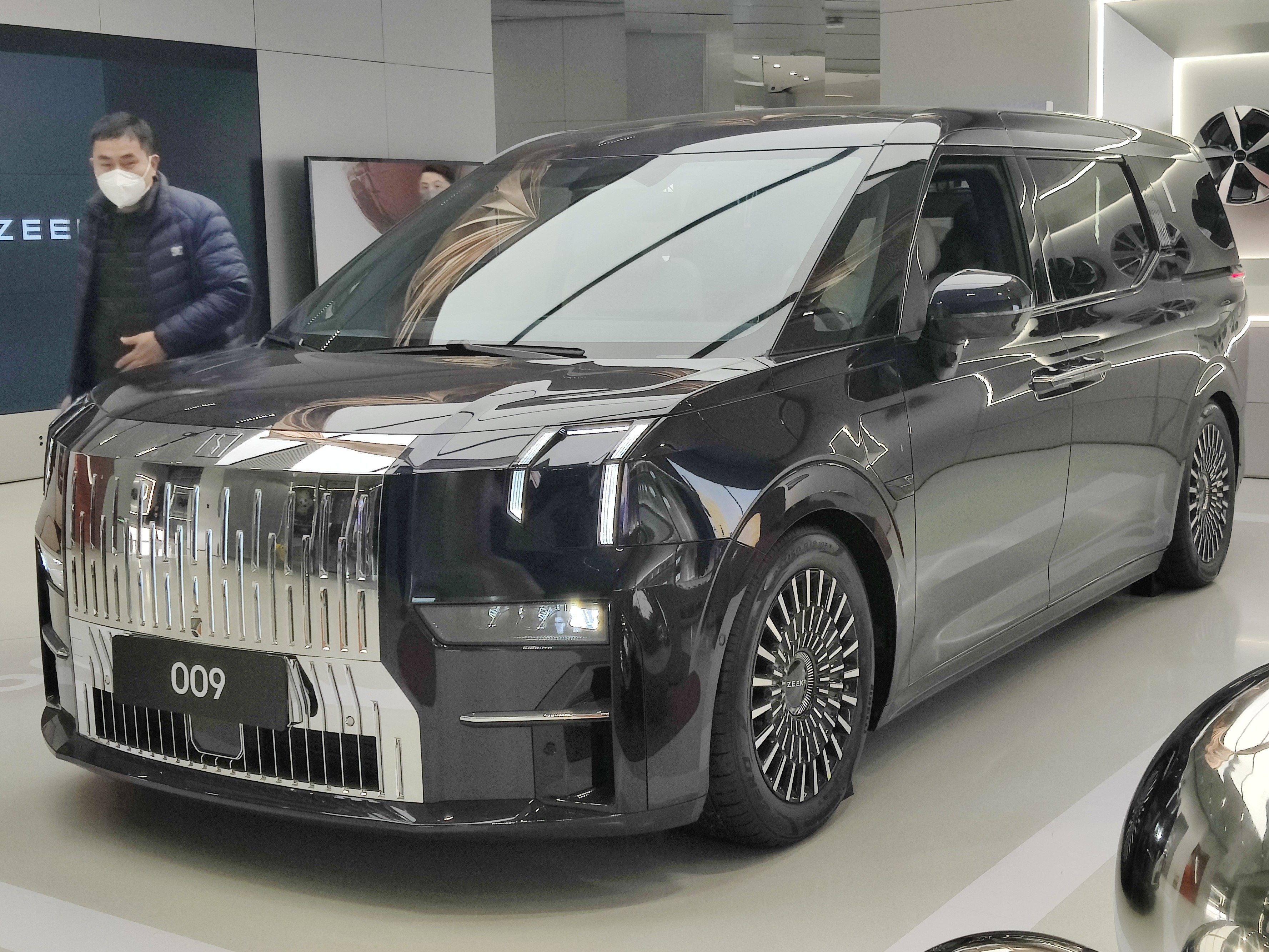
زيكر 009
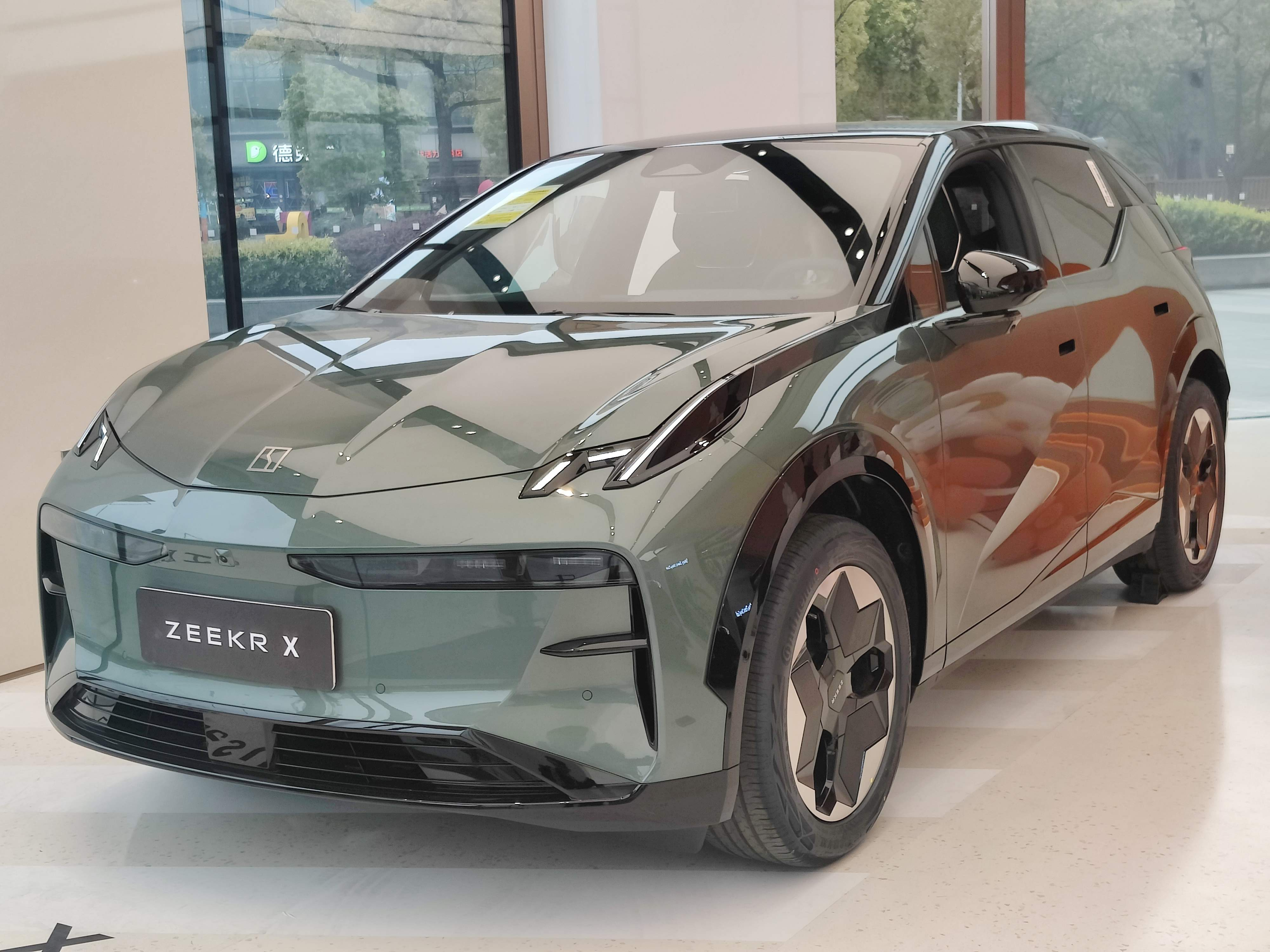
زيكر إكس
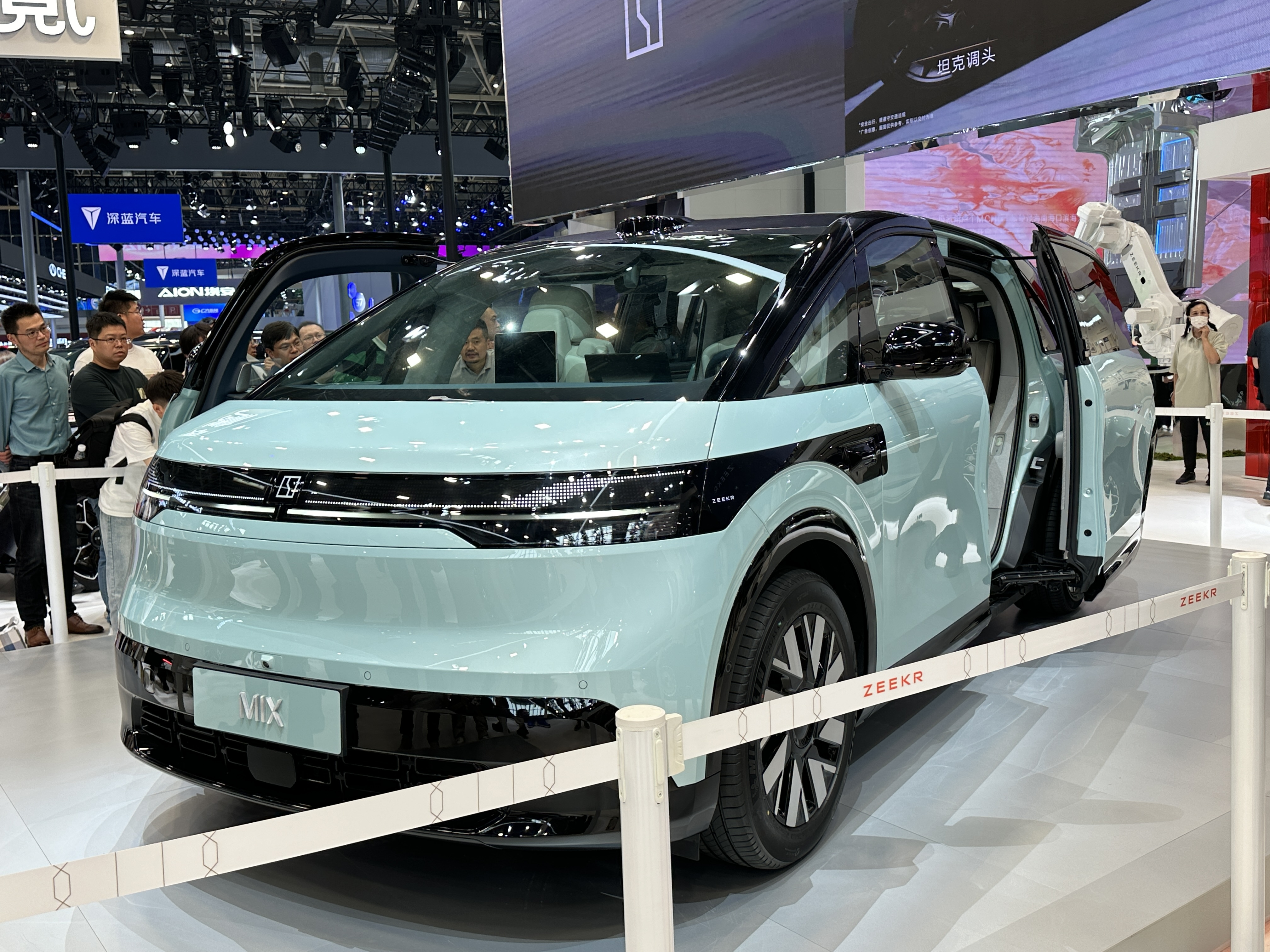
زيكر ميكس

### المفهوم
- زيكر إم-فيچن (مفهوم وايمو) (2021)

تم بناء إم-فيچن على بنية SEA-M لعرض الميزات الأساسية للهندسة المعمارية مثل التصميم الداخلي الواسع، واختيار المقعد المفتوح، وخيار الوضع، وعدم وجود عمود بي، والعمود الفقري الكهربائي/الإلكتروني القوي (E / E) الذي يدعم القيادة الذاتية والاتصال الأجهزة.

إم-فيچن هو نموذج أساسي يمكن تطويره لمجموعة من منتجات التنقل المستقبلية بما في ذلك سيارات الأجرة الآلية والمركبات متعددة الأغراض والمركبات اللوجستية.

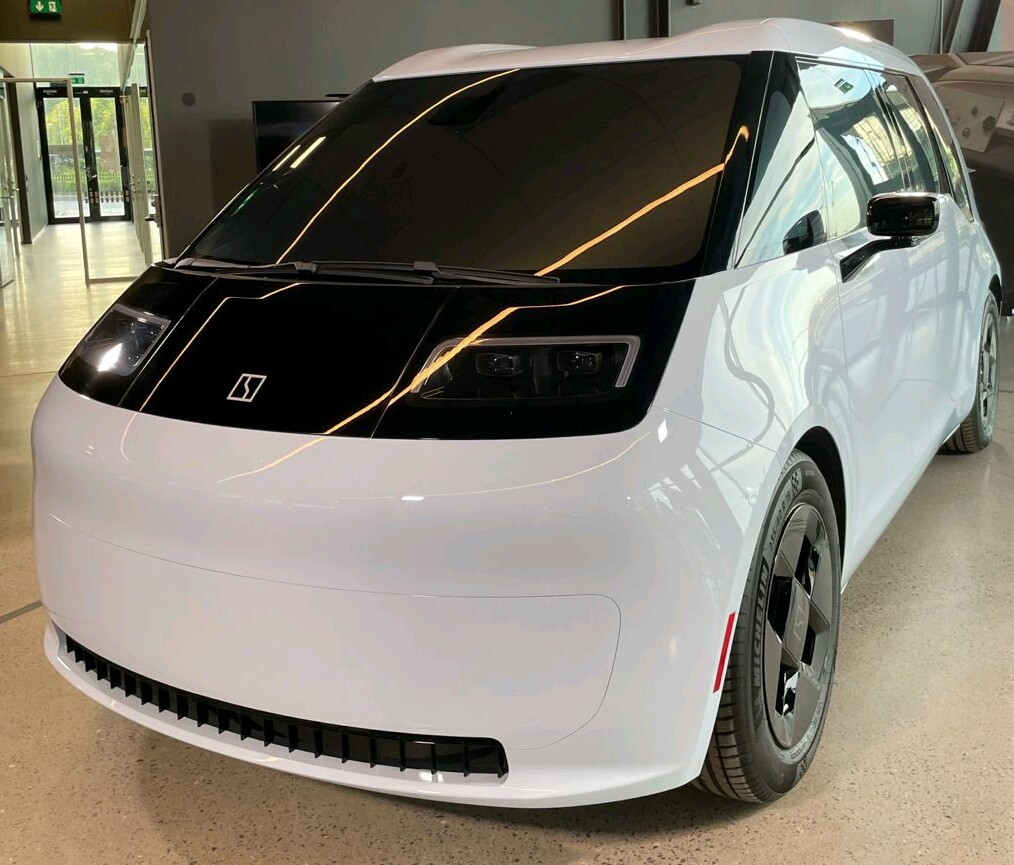
زيكر إم-فيچن

## المبيعات
| السنة | المبيعات |
| ----- | -------- |
| 2021  | 6,007    |
| 2022  | 71,941   |
| 2023  | 118,685  |

## انظر أيضّاً
- مجموعة تشجيانغ جيلي القابضة
- جيلي للسيارات
- جيلي جالاكسي
- جيلي جيومتري

## وصلات خارجية
الموقع الرسمي